# Championnat du Japon de football de deuxième division 2012
Navigation
J2 League 2011 J2 League 2013
Le Championnat du Japon de football de deuxième division 2012 est la 14e édition de la J.League 2. Le championnat a débuté le 4 mars 2012 et s'est achevé le 11 novembre 2012.
Les deux meilleurs du championnat et le vainqueurs des play-offs sont promus en J.League 2013.

## Les clubs participants
Les équipes classées de la 4e à la 20e place de la J2 League 2011, les 16e, 17e et 18e de J.League 2011 et les 3e et 4e de JFL 2011 participent à la compétition.
| Club                      | Dernière montée | Ville      | Classement 2011 | Entraîneur           | Depuis | Stade                         | Capacité | Nombre de saisons |
| ------------------------- | --------------- | ---------- | --------------- | -------------------- | ------ | ----------------------------- | -------- | ----------------- |
| Ventforet Kōfu            | 2012            | Kōfu       | 16e             | Hiroshi Jofuku       | 2012   | Kose Sports Park Stadium      | 17 000   | 10                |
| Avispa Fukuoka            | 2012            | Fukuoka    | 17e             | Futoshi Ikeda        | 2012   | Level5 Stadium                | 22 563   | 8                 |
| Montedio Yamagata         | 2012            | Yamagata   | 18e             | Ryosuke Okuno        | 2012   | Stade du parc Yamagata        | 20 315   | 11                |
| Tokushima Vortis          | 2005            | Tokushima  | 4e              | Shinji Kobayashi     | 2012   | Stade Pocarisweat             | 17 924   | 7                 |
| Tokyo Verdy               | 2009            | Tokyo      | 5e              | Shinichiro Takahashi | 2012   | Stade Ajinomoto               | 50 000   | 5                 |
| JEF United Ichihara Chiba | 2010            | Ichihara   | 6e              | Takashi Kiyama       | 2012   | Fukuda Denshi Arena           | 19 781   | 3                 |
| Kyoto Sanga FC            | 2011            | Kyoto      | 7e              | Takeshi Oki          | 2011   | Nishikyogoku Athletic Stadium | 20 588   | 6                 |
| Giravanz Kitakyushu       | 2010            | Kitakyūshū | 8e              | Yasutoshi Miura      | 2011   | Honjo Athletic Stadium        | 10 000   | 3                 |
| Thespa Kusatsu            | 2005            | Kusatsu    | 9e              | Hiroshi Soejima      | 2010   | Stade Shoda Shoyu Gunma       | 15 253   | 7                 |
| Tochigi SC                | 2009            | Utsunomiya | 10e             | Hiroshi Matsuda      | 2009   | Tochigi Green Stadium         | 18 025   | 3                 |
| Roasso Kumamoto           | 2008            | Kumamoto   | 11e             | Takuya Takagi        | 2010   | Kumamoto Athletics Stadium    | 32 000   | 4                 |
| Oita Trinita              | 2010            | Ōita       | 12e             | Kazuaki Tasaka       | 2011   | Stade d'Oita                  | 40 000   | 7                 |
| Fagiano Okayama           | 2009            | Okayama    | 13e             | Masanaga Kageyama    | 2010   | City Light Stadium            | 20 000   | 3                 |
| Shonan Bellmare           | 2011            | Hiratsuka  | 14e             | Cho Kwi-jea          | 2012   | Hiratsuka Stadium             | 18 500   | 12                |
| Ehime FC                  | 2006            | Matsuyama  | 15e             | Ivica Barbarić       | 2009   | Ningineer Stadium             | 20 000   | 6                 |
| Kataller Toyama           | 2009            | Toyama     | 16e             | Takayoshi Amma       | 2010   | Toyama Stadium                | 25 251   | 3                 |
| Mito HollyHock            | 2000            | Mito       | 17e             | Tetsuji Hashiratani  | 2011   | Stade Mito                    | 12 000   | 12                |
| Yokohama FC               | 2008            | Yokohama   | 18e             | Motohiro Yamaguchi   | 2012   | Nippatsu Mitsuzawa Stadium    | 15 046   | 10                |
| Gainare Tottori           | 2011            | Yonago     | 19e             | Hideo Yoshizawa      | 2012   | Tottori Bank Bird Stadium     | 16 033   | 2                 |
| FC Gifu                   | 2008            | Gifu       | 20e             | Koji Gyotoku         | 2012   | Gifu Nagaragawa Stadium       | 26 109   | 4                 |
| FC Machida Zelvia         | 2012            | Machida    | 3e              | Yutaka Akita         | 2012   | Machida Stadium               | 15 489   | 1                 |
| Matsumoto Yamaga FC       | 2012            | Matsumoto  | 4e              | Yasuharu Sorimachi   | 2012   | Matsumoto Stadium             | 20 000   | 1                 |

- Relégué de la J1 League 2011
- Promu de la Japan Football League 2011

### Localisation des clubs
| \| Clubs du Grand Tokyo · Mito HollyHock (Ibaraki) · Yokohama FC (Kanagawa) · Tokyo Verdy (Tokyo) · JEF United Ichihara Chiba (Chiba) · Shonan Bellmare (Kanagawa) · Ventforet Kōfu (Yamanashi) · FC Machida Zelvia (Tokyo) Grand Tokyo Avispa Ehime FC Oita Trinita Kyoto Sanga FC Montedio Yamagata Tochigi SC Tokushima Vortis Thespa Kusatsu Giravanz Roasso Kumamoto FC Gifu Kataller Toyama Fagiano Okayama Gainare Tottori Matsumoto Yamaga FC \| Localisation des clubs engagés dans le championnat. |
| Clubs du Grand Tokyo · Mito HollyHock (Ibaraki) · Yokohama FC (Kanagawa) · Tokyo Verdy (Tokyo) · JEF United Ichihara Chiba (Chiba) · Shonan Bellmare (Kanagawa) · Ventforet Kōfu (Yamanashi) · FC Machida Zelvia (Tokyo) Grand Tokyo Avispa Ehime FC Oita Trinita Kyoto Sanga FC Montedio Yamagata Tochigi SC Tokushima Vortis Thespa Kusatsu Giravanz Roasso Kumamoto FC Gifu Kataller Toyama Fagiano Okayama Gainare Tottori Matsumoto Yamaga FC                                                           |

| Clubs du Grand Tokyo · Mito HollyHock (Ibaraki) · Yokohama FC (Kanagawa) · Tokyo Verdy (Tokyo) · JEF United Ichihara Chiba (Chiba) · Shonan Bellmare (Kanagawa) · Ventforet Kōfu (Yamanashi) · FC Machida Zelvia (Tokyo) Grand Tokyo Avispa Ehime FC Oita Trinita Kyoto Sanga FC Montedio Yamagata Tochigi SC Tokushima Vortis Thespa Kusatsu Giravanz Roasso Kumamoto FC Gifu Kataller Toyama Fagiano Okayama Gainare Tottori Matsumoto Yamaga FC |

## Compétition

### Classement
Source : CLASSEMENT J.LEAGUE DIVISION 2 2012 sur transfermarkt.fr
| Rang | Équipe                    | Pts | J  | G  | N  | P  | Bp | Bc | Diff |
| ---- | ------------------------- | --- | -- | -- | -- | -- | -- | -- | ---- |
| 1    | Ventforet Kōfu R          | 86  | 42 | 24 | 14 | 4  | 63 | 35 | +28  |
| 2    | Shonan Bellmare           | 75  | 42 | 20 | 15 | 7  | 66 | 43 | +23  |
| 3    | Kyoto Sanga FC            | 74  | 42 | 23 | 5  | 14 | 61 | 45 | +16  |
| 4    | Yokohama FC               | 73  | 42 | 22 | 7  | 13 | 62 | 45 | +17  |
| 5    | JEF United Ichihara Chiba | 72  | 42 | 21 | 9  | 12 | 61 | 33 | +28  |
| 6    | Oita Trinita              | 71  | 42 | 21 | 8  | 13 | 59 | 40 | +19  |
| 7    | Tokyo Verdy               | 66  | 42 | 20 | 6  | 16 | 65 | 46 | +19  |
| 8    | Fagiano Okayama           | 65  | 42 | 17 | 14 | 11 | 41 | 34 | +7   |
| 9    | Giravanz Kitakyushu       | 64  | 42 | 19 | 7  | 16 | 53 | 47 | +6   |
| 10   | Montedio Yamagata R       | 61  | 42 | 16 | 13 | 13 | 51 | 49 | +2   |
| 11   | Tochigi SC                | 60  | 42 | 17 | 9  | 16 | 50 | 49 | +1   |
| 12   | Matsumoto Yamaga FC P     | 59  | 42 | 15 | 14 | 13 | 46 | 43 | +3   |
| 13   | Mito HollyHock            | 56  | 42 | 15 | 11 | 16 | 47 | 49 | -2   |
| 14   | Roasso Kumamoto           | 55  | 42 | 15 | 10 | 17 | 40 | 48 | -8   |
| 15   | Tokushima Vortis          | 51  | 42 | 13 | 12 | 17 | 45 | 49 | -4   |
| 16   | Ehime FC                  | 50  | 42 | 12 | 14 | 16 | 47 | 46 | +1   |
| 17   | Thespa Kusatsu            | 47  | 42 | 12 | 11 | 19 | 31 | 45 | -14  |
| 18   | Avispa Fukuoka R          | 41  | 42 | 9  | 14 | 19 | 53 | 68 | -15  |
| 19   | Kataller Toyama           | 38  | 42 | 9  | 11 | 22 | 38 | 59 | -21  |
| 20   | Gainare Tottori           | 38  | 42 | 11 | 5  | 26 | 33 | 78 | -45  |
| 21   | FC Gifu                   | 35  | 42 | 7  | 14 | 21 | 27 | 55 | -28  |
| 22   | FC Machida Zelvia P       | 32  | 42 | 7  | 11 | 24 | 34 | 67 | -33  |

|  | Promu en J1 League 2013                                               |
|  | Barrages de promotion en J1 League                                    |
|  | Relégué en Japan Football League 2013                                 |
|  | P : Promu de Japan Football League 2011 R : Relégué de J1 League 2011 |

## Barrage promotion
Les demi-finales opposent le 3e contre le 6e et le 4e contre le 5e, les deux vainqueurs s'affrontent dans une finale pour une place en J.League 2013.

### Demi-finale
| 18 novembre 2012 | Kyoto Sanga FC                                       | 0 - 4   | Oita Trinita                 | Takebishi Stadium Kyoto, Kyoto                 |                                                |
| 6h00             |                                                      | (0 - 2) | 17e 33e 61e (pen.) Morishima | Spectateurs : 10 760 Arbitrage : Hajime Matsuo | Spectateurs : 10 760 Arbitrage : Hajime Matsuo |
| 6h00             | Bajalica 16e · Ando 22e · Someya 35e, 60e · Jung 52e | Rapport | 61e Choi                     | Spectateurs : 10 760 Arbitrage : Hajime Matsuo | Spectateurs : 10 760 Arbitrage : Hajime Matsuo |

| 18 novembre 2012 | Yokohama FC                               | 0 - 4   | JEF United Ichihara Chiba                        | NHK Spring Mitsuzawa Football Stadium, Yokohama |                                                 |
| 6h00             |                                           | (0 - 1) | 35e 58e Fujita · 53e Yonekura · 88e Kentaro Sato | Spectateurs : 10 594 Arbitrage : Masaaki Iemoto | Spectateurs : 10 594 Arbitrage : Masaaki Iemoto |
| 6h00             | Nozaki 15e · Sato 34e · Bae 62e · Abe 71e | Rapport | 51e Takahashi · 66e Yazawa                       | Spectateurs : 10 594 Arbitrage : Masaaki Iemoto | Spectateurs : 10 594 Arbitrage : Masaaki Iemoto |

### Finale
| 23 novembre 2012 | Oita Trinita                                                           | 1 - 0   | JEF United Ichihara Chiba | Stade olympique national, Tokyo                   |                                                   |
| 5h00             | Hayashi 86e                                                            | (0 - 0) |                           | Spectateurs : 27 433 Arbitrage : Yuichi Nishimura | Spectateurs : 27 433 Arbitrage : Yuichi Nishimura |
| 5h00             | Choi 17e · Mitsuhira 55e · Marutani 59e · Morishima 73e · Yasukawa 76e | Rapport |                           | Spectateurs : 27 433 Arbitrage : Yuichi Nishimura | Spectateurs : 27 433 Arbitrage : Yuichi Nishimura |

## Statistiques

### Meilleurs buteurs
|                    | Buteur             | Club                | Buts | MJ |
| ------------------ | ------------------ | ------------------- | ---- | -- |
| Médaille d'or      | Davi               | Sanfrecce Hiroshima | 32   | 38 |
| Médaille d'argent  | Takuma Abe         | Shonan Bellmare     | 18   | 40 |
| Médaille de bronze | Kengo Kawamata     | Roasso Kumamoto     | 18   | 38 |
| 4                  | Yoshihito Fujita   | Mito HollyHock      | 15   | 36 |
| 5                  | Atsutaka Nakamura  | Avispa Fukuoka      | 14   | 41 |
| 6                  | Yasuhito Morishima | Sagan Tosu          | 14   | 37 |
| 7                  | Jin Hanato         | Cerezo Osaka        | 14   | 39 |
| 8                  | Kazushi Mitsuhira  | Yokohama FC         | 14   | 39 |
| 9                  | Koki Arita         | Sanfrecce Hiroshima | 14   | 37 |
| 10                 | Kosuke Taketomi    | Cerezo Osaka        | 14   | 37 |